# Загнаньск (гмина)
Загнаньск (пол. Zagnańsk) — сельская гмина (волость) в Польше, входит как административная единица в Келецкий повет, Свентокшиское воеводство. Население — 12 746 человек (на 2006 год).

## Демография
| Перепись                       | Всего   | Всего | Женщины | Женщины | Мужчины | Мужчины |
| ------------------------------ | ------- | ----- | ------- | ------- | ------- | ------- |
| Единицы                        | человек | %     | человек | %       | человек | %       |
| Население                      | 12 724  | 100   | 6444    | 50,6    | 6280    | 49,4    |
| Плотность населения (чел./км²) | 102,3   | 102,3 | 51,8    | 51,8    | 50,5    | 50,5    |

## Соседние гмины
1. Гмина Ближын
2. Гмина Лончна
3. Гмина Маслув
4. Гмина Медзяна-Гура
5. Гмина Мнюв
6. Гмина Стомпоркув